# Alexandre Fabre
Pour les articles homonymes, voir Fabre et Alexandre Fabre (homonymie).
Louis-Alexandre Fabre, dit Alexandre Fabre, né le 17 mars 1954 en Tunisie, est un acteur et metteur en scène français, principalement connu pour son rôle de Charles Frémont dans Plus belle la vie.

## Biographie
Alexandre Fabre est né en Tunisie, où il a vécu jusqu'à l'âge de 10 ans. Ses grands-parents paternels et maternels étaient paysans, son père médecin. Il a quatre frères et sœurs, dont Geneviève Fabre, artiste peintre. Au moment de l'indépendance de la Tunisie, son père est obligé de rentrer en France et la famille s'installe à Albi puis en Ardèche. Ils emménagent ensuite à Marseille. Alexandre est alors âgé de 12 ans, et commence à prendre des cours de théâtre. Il a aussi vécu à Neuilly-sur-Seine. Il a fréquenté dix-huit écoles.
À Paris, il apprend le métier de comédien à 20 ans, puis revient à Marseille où il joue Ionesco, Racine, Molière, Dumas, et bien d'autres sur les scènes marseillaises : Toursky, Gymnase, la Criée. Il tourne également pour la télévision et le cinéma (dont French Connection 2 avec Gene Hackman).
Pendant une dizaine d'années, il joue ses propres spectacles (d’après Rabelais, John Fante, Sony Labou Tansi), dans les grandes villes mais également dans les villages (Tunisie, Mauritanie, Tchad, Congo-Brazzaville, Madagascar). Il participe également à des spectacles avec des artistes africains, une troupe camerounaise avec laquelle il interprète un Dom Juan de Molière au Festival d'Avignon 1993) mise en scène par Renata Scant.
Il a vécu 15 ans en Afrique. À Brazzaville, au Congo, il monte une comédie musicale avec sa fille, alors âgée de 20 ans, qui s'occupe de la technique. Lorsqu'il rentre en France, il est hospitalisé dans un service spécialisé dans les maladies tropicales, puis pense avoir le sida. Il est finalement hospitalisé pour des vers de Cayor. Il vit actuellement dans un cabanon d'une calanque de Marseille, sa ville préférée. Il révèle en 2007 qu'il a récemment hérité de ses parents un mas du XVe siècle (composé de vignes exploitées par la famille) à Gaillac (Tarn), où il passe ses vacances. Il a fait un tour du monde avec son ami et collègue de travail Richard Guedj, qu'il retrouve en 2004 dans Plus belle la vie, puisqu'il y est directeur d'acteurs.
Lorsqu'il rentre à Paris, il joue encore du théâtre (Offenbach, Edmond Rostand, Daniel Soulier, Agatha Christie). En 2004, sur les conseils de Richard Guedj, il passe le casting pour le rôle de Charles Frémont dans le feuilleton de France 3, Plus belle la vie, qui devait simplement être un personnage secondaire le temps de quelques épisodes, mais le méchant du Mistral reste jusqu'au final, en 2022.

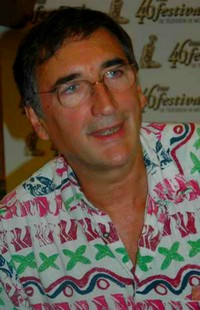
Alexandre Fabre en 2006.

Depuis 2005, il participe au festival de Monte-Carlo.

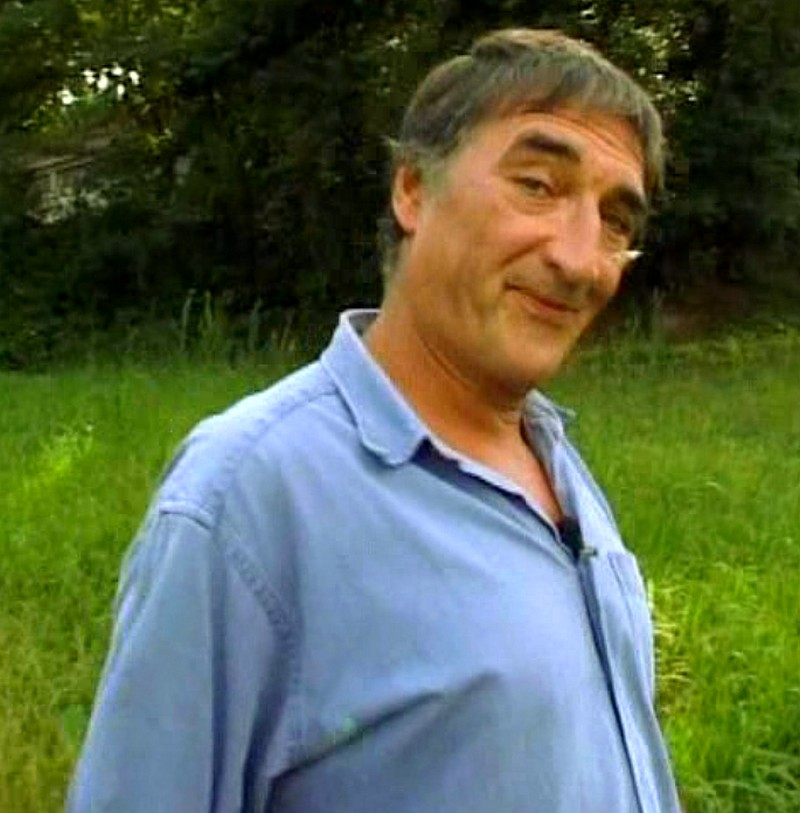
Alexandre Fabre en 2007.

Le 17 décembre 2008, Alexandre Fabre et Rebecca Hampton participent à l'édition du Globe de cristal 2008.
Alexandre Fabre apparaît en 2009 dans le documentaire de Thibault Perois : Funky Documentary centré sur le quotidien d'un petit village du Languedoc-Roussillon et prête sa voix pour incarner le narrateur.
En juin 2012, un de ses spectacles, Rabelaisien, sort pour la première fois en DVD .
En 2012, il participe à la tournée dans toute la France à l'occasion de l'anniversaire de Plus belle la vie, qui atteint 2012 épisodes.
Le 12 août 2013 (épisode no 2296), après neuf ans passés sous le statut de guest dans Plus belle la vie, Fabre est crédité dans les personnages principaux, c'est-à-dire que son nom apparaît à la fin de chaque épisode, même s'il n'est pas présent.
Il participe en avril 2014 à une journée spéciale pour les 10 ans de Plus belle la vie, à Nancy.
Depuis le mois d'avril 2016, il est le parrain de l'association Provence Art Culture, sise à Saint-Victoret.
En mars 2017, il reprend les lectures publiques de la pièce de Christina Herrström, Erling, au Théâtre Hébertot, deux ans après la lecture au Théâtre de l’Échappée. Cette même année marque également son retour sur les planches : la pièce est en effet jouée au Théâtre de l'Arrache-Cœur du 7 au 30 juillet 2017 au Festival d'Avignon.
De juillet à septembre 2022, il consacre une exposition à son arrière-grand-père Jean-Baptiste Cariven, peintre à Gaillac dans le Tarn,.
En 2023, il monte sur les planches pour la première fois avec son fils Jules Fabre, dans la pièce de théâtre immersive Vandale ! Le procès de Benoît Lebrun.

## Vie privée
Alexandre Fabre a quatre enfants de mères différentes. 
Dans les années 1990, il rencontre la comédienne Marie Réache (qui a rejoint le casting de Plus belle la vie en 2012 dans le rôle de Babeth Nebout) avec qui il a un enfant, Jules Fabre, né le 7 septembre 1997. Le couple se sépare quelques années après. En août 2017, Jules Fabre rejoint également le casting de la série Plus belle la vie.
Il s’est marié le 27 août 2011 à Gaillac avec sa compagne Faouzia[Qui ?] (décédée en mai 2015 des suites d'une longue maladie). Il a depuis refait sa vie avec Brigitte Wallers, marseillaise née en 1956, avec qui il vit l'hiver à Aix-en-Provence. L'été, Alexandre Fabre occupe une petite cabane dans la calanque de Niolon.

## Filmographie

### Cinéma
- 1975 : French Connection 2 de John Frankenheimer : inspecteur de police
- 1976 : Le Plein de super d'Alain Cavalier : Jean-Loup Courcy
- 1980 : Retour à Marseille de René Allio : policier
- 1980 : Journal d'une maison de correction de Georges Cachoux : le maniaque
- 1983 : Cap Canaille de Juliet Berto et Jean-Henri Roger : l'homme de main
- 1984 : Le Juge de Philippe Lefebvre : policier de l'équipe du commissaire Innocenti
- 2000 : De l'histoire ancienne d'Orso Miret : libraire
- 2001 : Mon père, il m'a sauvé la vie de José Giovanni : Maître Moro Giafferi

### Télévision
- 1976 : Le sanglier de Cassis
- 1976 - 1983 : Cinéma 16 de Jean Prat : Gésier
- 1976 : Folies en miettes
- 1977 : La Mer promise de Jacques Ertaud : le lieutenant
- 1979 : Roméo et Baucis d'Hélène Misserly : Georges
- 1979 : Jean le Bleu d'Hélène Martin
- 1979 : Le Roman du samedi (épisode : Le coffre et le revenant de Roger Hanin)
- 1980 : So long rêveuse de Jacques Ordines
- 1980 : La Fortune des Rougon d'Yves-André Hubert : l'ami d'Antoine
- 1980 : Les Dossiers éclatés (épisode : La Canne de Jean-Pierre Gallo) : le gendarme
- 1980 : Trousse colline
- 1980 : Les Aventures de Thomas Gordon
- 1980 : Le Carton rouge d'Alain Quercy
- 1980 : L'Arrêt des cars
- 1980 : La Fabrique, un conte de Noël de Pascal Thomas
- 1980 : Mon cher Théo Van Gogh de Max Gérard : Gauguin
- 1981 : La Chèvre d'or de Jean Dasque : le gendarme
- 1981 : Le Sang des Atrides de Sam Itzkovitch
- 1981 : Le Fils père de Serge Korber
- 1981 : L'inspecteur mène l'enquête de Luc Godevais (épisode : Imbroglio furioso)
- 1981 : Jeu de loi
- 1982 : Cinéma 16 (épisode : Délit de fuite de Paul Seban)
- 1982 : La Vie de Galilée de Jacques Ordines
- 1982 : Ton vieil ami Pierrot de Max Gérard
- 1982 : Le Secret des Andrônes de Sam Itzkovitch
- 1983 : Cinéma 16 (épisode : Microbidon d'André Halimi) : Gésier
- 1984 : Insomnies de monsieur Plude de Jean Dasque : Lieutenant
- 1985 : L'Abbé Faria de Régis Forissier
- 1991 : Tête de pioche
- 1991 : Les Cœurs brûlés de Jean Sagols (épisode 2) : le veilleur de nuit
- 1997 : Le Papa de Léa
- 1998 : L’Échappée de Roger Guillot : l'homme de la société
- 1999 : Le Monde à l'envers de Charlotte Brandström : Colin
- 2000 : Sous le soleil (saison 6, épisode 6 : Double jeu)[22] : Sartey
- 2001 : Aux frontières de la loi
- 2002 : Le juge est une femme (épisode L'ami d'enfance) : Louis
- 2003 : Le Coupable idéal
- 2003 : Action Justice d'Alain Nahum (épisode : Déclaré coupable) : Préfet Rémieux
- 2003 : Avocats et Associés (saison 6, épisode 12 : Le loup dans la bergerie) : le juge Valas
- 2004 - 2022 : Plus belle la vie de Michelle Podroznik, Hubert Besson, Claire de La Rochefoucauld, Serge Ladron, réalisé par Philippe Carrese : Charles Frémont (1220 épisodes)[23]
- 2004 : Un coin d'azur d'Heikki Arekallio : médecin militaire
- 2005 : L'Affaire Christian Ranucci : le Combat d'une mère de Denys Granier-Deferre : Roger Pommard
- 2006 : La meurtrière au visage d'ange de Philippe Carrese : Charles Frémont
- 2006 : Le Proc (épisode : Le témoin) : Sylvain Watteau
- 2008 : Funky Documentary, documentaire de Thibault Perois : narrateur
- 2009 : Les filles du désert de Philippe Carrese : Charles Frémont
- 2012 : À la recherche du droit, moyen-métrage de Virgile Bayle et Jason Roffé : Spitz
- 2013 : Petits arrangements avec l'amour de Christian François : Charles Frémont
- 2013 : Bunny Tonic spécial Contes et Légendes (deux épisodes) : le prince
- 2016 : Infiltration de Christophe Barbier : Charles Frémont
- 2020 : PBLV et le Défenseur des droits (spot TV)
- 2021 : Plus belle la vie, hommage à Bernard Tapie : Charles Frémont
- 2022 : Sept mariages pour un enterrement de Pascal Heylbroeck : Charles Frémont

### Émissions télévisées
- 2005 : Piques et polémiques sur France 3, juin : participant
- 2006 : + Clair sur Canal + : participant
- 2007 : C'est mieux le matin sur France 3 Méditerranée : invité
- 2008 : Toute une histoire du 02 avril 2008 : Vous les avez connus à la télé, sont-ils les mêmes dans la vie ? sur France 2 : participant
- 2011 : Village Départ du 15 juillet 2011 à Pau sur France 2 : participant
- 2012 : Bienvenue chez Cauet du 07 avril 2012 sur NRJ 12 : participant
- 2012 : Slam du 26 juin 2012 sur France 3 : participant
- 2012 : Midi en France du 26 juin 2012 sur France 3 : participant
- 2013 : Harry du 12 février 2013 sur France 3 : participant
- 2013 : La Case de l'oncle Doc : Plus belle la ville le 14 juin 2013 sur France 3 : participant
- 2013 : C à vous du 21 juin 2013 sur France 5 : participant
- 2013 : PBLV part en live, en direct de la Foire de Marseille, du 27 septembre au 07 octobre : animateur
- 2014 : Les secrets : spécial 10 ans sur France 3 : participant
- 2015 : Envoyé spécial, le tourisme des séries le 16 juillet 2015 sur France 2 : participant
- 2017 : 9h50 le matin en Bourgogne-France-Comté le 29 novembre 2017 sur France 3 : participant
- 2019 : Vélo Club en direct de Nîmes le 23 juillet 2019 sur France 2 : participant

## Théâtre
- 1970 : Un mort à vendre de Dario Fo, mise en scène : César Gattegno, Action Culturelle Provence Méditerranée
- 1971 : Libérez Angela Davis tout de suite de Jean-Claude Izzo, mise en scène : César Gattegno
- 1972 : Le Pont sur la clarinette de Pierre Gamarra, mise en scène : César Gattegno
- 1977 : Le Brise-lames d'Armand Meffre, mise en scène : Jacques Échantillon, Les Tréteaux du Midi : Fabius Imbert
- 1982-1985 : Les trois mousquetaires, mise en scène : Marcel Maréchal, Théâtre de la Criée
- 1986 : Le Théâtre d'Arlequin : Arlequin poli par l'amour de Marivaux
- La Tête noire de Alain-René Lesage, mise en scène : Daniel Soulier, Théâtre national de Chaillot
- 1992 : Don Juan (ou tetchap te gok)
- 1992-1993 :
- La route de los Angeles d'Alexandre Fabre
- Le sopha, mise en scène : Zbigniew Horoks
- Voyage en bourgeoisie, mise en scène : Alexandre Fabre et Daniel Soulier
- L’inutile beauté, mise en scène : Isabelle Caubère
- L’invité, mise en scène : Isil Kasapoğlu
- Architruc, mise en scène : Alexandre Fabre et Daniel Soulier (tournées en France, en Asie et en Afrique
- Les vignerons de la première heure, mise en scène : Daniel Soulier
- Délire à deux, mise en scène : Daniel Soulier et Alexandre Fabre (tournées)
- Hodja, mise en scène : Isil Kasapoğlu
- Le théâtre d’arlequin, mise en scène : Daniel Soulier
- Le partage de midi, mise en scène : Andonis Vouyoucas
- En attendant Godot, mise en scène : Andonis Vouyoucas, Théâtre Massalia (Marseille)
- La vie de Galilée, mise en scène : Marcel Maréchal, Théâtre de la Criée
- Les immigrés, mise en scène : Richard Martin, Théâtre Toursky (Marseille)
- La mouette, mise en scène : Andonis Vouyoucas
- Ton nom dans le feu des nuées, Élisaseth de Marcel Maréchal
- La nuit des psaumes
- 1993 : Neronissime, ou l’empereur s’amuse
- 1998 : Les dix petits nègres, mise en scène Renata Scant : le juge
- 2002-2004 :
- Derrière chez moi de Daniel Soulier, mise en scène : Gérald Chatelain, Festival d'Avignon puis tournées
- Nuit dantesque de François Narboni et Antoine Juliens ; Ionesco-Pinget-Soulier d'Alexandre Fabre
- La Belle et la Bête, mise en scène : Alexis Monceau, Palais des glaces
- Le fusil de chasse, mise en scène : Martine Logier
- La chanson de fortunio, mise en scène : Antoine Juliens
- Gulliver : mise en scène : Daniel Soulier
- Bergson / Feydeau : tournées au festival d'Avignon
- Opérette brazzavillois d'Alexandre Fabre
- Danse de chambre de Karine Saporta
- 2006 : Premier Amour de Samuel Beckett, mise en scène : Alain Paris
- 2007-2009 : Cyrano de Bergerac, mise en scène Renata Scant : Comte de Guiche
- 2010-2012 : Rabelaisien, d'Alexandre Fabre (Théâtre de l'Escabeau, et tournée)
- 2011 : Les dix petits nègres, mise en scène Renata Scant (théâtre de Malvieille) : le juge
- 2017 : Erling de Christina Herrström[24],[25], avec Samuel Giezek et Gwénola de Luze ; mise en scène de François Béchu (Théâtre de l'Arrache-Cœur, Festival d'Avignon)
- 2023 : Vandale ! Le procès imaginaire de Benoît Lebrun, de Nolwen Cosmao. Mise en scène : Nina Ballester et Jules Fabre (Cie Lévriers)[26] : Benoît Lebrun
- 2024 : Ruy Blas de Victor Hugo, mise en scène Renata Scant (théâtre de Malvieille) : Don César de Bazan

## Lectures
- 2015 : Erling, Théâtre de l’Échappée (Mayenne, Pays de la Loire)[27],[28]
- 2017 : Erling, Studio Hébertot (Paris)[29]